# Kacza
Die Kacza (kaschubisch Kaczô; deutsch Katzfließ)  ist ein  Fluss in der polnischen Woiwodschaft Pommern und das größte Fließgewässer der Stadt Gdynia.

## Verlauf
Im Oberlauf fließt der Fluss langsam. Im mittleren Abschnitt durchquert er das Naturschutzgebiet Kacze Łęgi, hat rechtsseitig einen größeren Zufluss durch die Maria-Quelle und den Charakter eines frei mäandernden Gebirgsbaches mit Stromschnellen. Am Ende des natürlichen Verlaufs befindet sich im Stadtteil Mały Kack das Wasserwerk Ujęcie wody Sieradzka. Danach fließt die Kacza im Stadtgebiet von Gdynia durch das Redłowska-Tal, ist dort kanalisiert und teilweise unterirdisch geführt. Sie mündet in Gdynia im Stadtteil Orłowo in die Danziger Bucht. Die größten Wassermengen führt sie im Frühjahr, der niedrigste Wasserstand wird im Hochsommer gemessen.

## Nutzung und Hochwasser
In der Vergangenheit wurden mehrere Wassermühlen an der Kacza betrieben. Es kam zu mehreren  Hochwassern: Das schwerste ereignete sich in der Zeit zwischen den Kriegen am 16. und 17. Mai 1937, bei dem sechs Brücken, drei Mühlen und 500 Meter Straße zerstört wurden. Eine bis zu 2 Meter dicke Sand- und Schlammschicht bedeckte die umgebenden Felder und Gärten. Damalige   Messungen ergaben, dass der in Orłowo gemessene Durchfluss 111 m³/s betrug, die durchschnittliche normale Wassermenge beträgt ca. 10,6 % davon. Das letzte schwere Hochwasser fand 1957 statt.